# 7군구 경기장
7군구 경기장(베트남어: Sân vận động Quân khu 7, 영어: 7th Military Region Stadium)은 베트남 호찌민시에 있는 25,000명을 수용할 수 있는 다목적 경기장이다. 베트남 전쟁에서 호찌민시가 함락되기 전에는 베트남 공화국 군사 경기장으로 불렸다. 2007년 AFC 아시안컵과 2008년 AFC 여자 아시안컵이 열린 경기장이다.